# المنهج السمعي الشفوي
المنهج السمعي الشفوي، أسلوب الجيش ، أو مفتاح جديد ،  هي أسلوب تدريس يستخدم في تدريس اللغات الأجنبية. وهي تستند إلى نظرية سلوكية، والتي تفترض أنه يمكن تدريب سمات معينة من الكائنات الحية، وفي هذه الحالة البشر، من خلال نظام التعزيز. سيؤدي الاستخدام الصحيح للسمة إلى تلقي ردود فعل إيجابية، بينما يتلقى الاستخدام غير الصحيح لتلك السمة ردود فعل سلبية.
كان هذا النهج لتعلم اللغة مشابهًا لطريقة أخرى سابقة تسمى الطريقة المباشرة. مثل الطريقة المباشرة، نصحت الطريقة الصوتية اللغوية بتعليم الطلاب لغة مباشرة، دون استخدام لغة الطلاب الأصلية لشرح الكلمات أو القواعد الجديدة في اللغة المطلوبة. ومع ذلك، بخلاف الطريقة المباشرة، لم تركز الطريقة الصوتية على تدريس المفردات. بدلا من ذلك، عمق المعلم استخدام قواعد اللغة في أذهان الطلاب.
بالتطبيق على تعليم اللغة، وغالبًا ما يكون ذلك في سياق معمل اللغة، فهذا يعني أن المدرب سيقدم النموذج الصحيح للجملة ويتعين على الطلاب تكرارها. ثم يواصل المعلم من خلال تقديم كلمات جديدة للطلاب لأخذ عينات في نفس الهيكل. في اللغة الصوتية، لا يوجد أي تعليمات نحوية واضحة: كل شيء يتم حفظه ببساطة في شكله.
الفكرة هي أن يتدرب الطلاب على البناء المحدد حتى يتمكنوا من استخدامه تلقائيًا. تعتمد الدروس على تدريبات ثابتة لا يتحكم فيها الطلاب كثيرًا أو لا تتحكم في مخرجاتهم الخاصة؛ يتوقع المعلم استجابة معينة وعدم تقديم الاستجابة المطلوبة سيؤدي إلى تلقي طالب ردود فعل سلبية. هذا النوع من النشاط، لتأسيس تعلم اللغة، يتعارض بشكل مباشر مع تدريس اللغة التواصلية.
يعتقد تشارلز كاربنتر فرايز، مدير معهد اللغة الإنجليزية بجامعة ميشيغان، الأول من نوعه في الولايات المتحدة، أن بنية التعلم أو القواعد النحوية كانت نقطة الانطلاق للطالب. بمعنى آخر، كانت مهمة الطلاب قراءة أنماط الجملة الأساسية والهياكل النحوية. لم يحصل الطلاب إلا على «ما يكفي من المفردات لجعل مثل هذه التدريبات ممكنة.» (ريتشاردز، جي سي 1986). شملت فرايز في وقت لاحق مبادئ علم النفس السلوكي، كما طورها بي.إف سكينر، في هذه الطريقة.

## التدريبات عن طريق الفم
التدريبات وممارسة الأنماط نموذجية (ريتشاردز، جيه سي وآخرون، 1986):
- التكرار: يكرر الطالب كلامه بمجرد سماعه.
- انعطاف: تظهر كلمة واحدة في جملة في شكل آخر عند تكرارها.
- الاستبدال: يتم استبدال كلمة واحدة بأخرى.
- إعادة الصياغة: الطالب يعيد صياغة الكلام.

## أمثلة
انحراف: المعلم: أكلت شطيرة. الطالب: أكلت السندويشات. الاستبدال: المعلم: اشترى السيارة بنصف السعر. الطالب: انه اشترى لمدة نصف السعر. التأكيد: المعلم: أخبرني ألا أدخن كثيرًا. الطالب: لا تدخن كثيرًا! يوضح المثال التالي كيف يمكن دمج أكثر من نوع من التدريبات في جلسة تدريب واحدة: «المعلم: هناك كوب على الطاولة ... كرر الطلاب: هناك فنجان على الطاولة المعلم: ملعقة الطلاب: هناك ملعقة على الطاولة المعلم: كتاب الطلاب: هناك كتاب على الطاولة المعلم: على الكرسي الطلاب: هناك كتاب على الكرسي إلخ» 

## الجذور التاريخية
هذه الطريقة هي نتاج ثلاثة ظروف تاريخية. نظرًا لوجهات نظرها حول اللغة، استندت إلى عمل اللغويين الأمريكيين مثل ليونارد بلومفيلد. كان الشاغل الرئيسي للغة اللغويين الأمريكيين في العقود الأولى من القرن العشرين هو توثيق جميع اللغات الأصلية المستخدمة في الولايات المتحدة. ومع ذلك، بسبب ندرة المعلمين الأصليين المدربين الذين يقدمون وصفًا نظريًا للغات الأم، كان على اللغويين الاعتماد على الملاحظة. لنفس السبب، تم تطوير تركيز قوي على اللغة الشفوية.
في الوقت نفسه، كان علماء النفس السلوكيون مثل بي. ف. سكينر يؤمنون بأن كل السلوكيات (بما في ذلك اللغة) يمكن تعلمها من خلال التكرار وتعزيز إيجابي أو سلبي. العامل الثالث كان اندلاع الحرب العالمية الثانية، والتي خلقت الحاجة إلى نشر عدد كبير من الجنود الأميركيين في جميع أنحاء العالم. لذلك كان من الضروري تزويد هؤلاء الجنود بمهارات التواصل اللفظي الأساسية على الأقل. مما لا يثير الدهشة، أن الطريقة الجديدة اعتمدت على الأساليب العلمية السائدة في الوقت والملاحظة والتكرار، والتي كانت أيضًا مناسبة للإعجاب في التدريس بشكل جماعي. بسبب تأثير الجيش، أصبحت الإصدارات المبكرة من اللغة الصوتية معروفة باسم «طريقة الجيش».

## في التمرين
كما ذكرنا، تركز الدروس في الفصل على التقليد الصحيح للمعلم من قبل الطلاب. من المتوقع أن ينتج الطلاب المخرجات الصحيحة، ولكن يتم الانتباه أيضًا إلى تصحيح النطق. على الرغم من أنه من المتوقع استخدام القواعد النحوية الصحيحة، إلا أنه لم يتم إعطاء أي تعليمات نحوية صريحة. علاوة على ذلك، فإن اللغة المستهدفة هي اللغة الوحيدة التي يتم استخدامها في الفصل الدراسي.
التطبيقات الحديثة أكثر تساهلاً في هذا المطلب الأخير.

## سقوط الشعبية
في أواخر الخمسينيات من القرن العشرين، تم طرح الأسس النظرية لهذه الطريقة من قبل اللغويين مثل نعوم تشومسكي، الذي أشار إلى القيود اللغوية الهيكلية. كما تم التشكيك في أهمية علم النفس السلوكي في تعلم اللغة، وكان الأكثر شهرة في مراجعة تشومسكي (http://cogprints.org/1148/00/chomsky.htm) لسلوك بي إف سكينر اللفظي في عام 1959. وهكذا تم حرمان الطريقة الصوتية اللغوية لمصداقيتها العلمية وكانت مسألة وقت فقط قبل أن يتم استجواب فعالية الطريقة نفسها.
في عام 1964، أصدرت ويلجا ريفرز نقدًا للأسلوب في كتابها، عالم النفس ومعلم اللغات الأجنبية.أسفرت الأبحاث اللاحقة التي أجراها آخرون، مستوحاة من كتابها، عن نتائج أظهرت أن التعليم النحوي الصريح في اللغة الأم أكثر إنتاجية. هذه التطورات، إلى جانب ظهور علم أصول التدريس الإنسانية أدت إلى انخفاض سريع في شعبية السمعيات الصوتية.
قدمت دراسة فيليب سميث في الفترة من 1965-1969، والتي يطلق عليها مشروع بنسلفانيا، دليلًا كبيرًا على أن الأساليب الصوتية واللغوية كانت أقل فعالية من النهج المعرفي التقليدي الذي يتضمن لغة المتعلم الأولى.

## في السنوات الاخيرة
على الرغم من عدم مصداقيتها كمنهجية تعليمية فعالة في عام 1970 
،  لا تزال تستخدم اللغة السمعية المستخدمة اليوم على الرغم من أنها لا تستخدم عادة كأساس لدورة تدريبية ولكن تم إهمالها لاستخدامها في الدروس الفردية. مع استمرار استخدامه، يستمر أيضًا في انتقاده. كما يلاحظ جيريمي هارمر، «يبدو أن المنهج الصوتي اللغوي يحذف جميع أشكال معالجة اللغة التي تساعد الطلاب على فرز معلومات لغوية جديدة في أذهانهم.» نظرًا لأن هذا الدرس يركز على المعلم للغاية، فهي منهجية شائعة لكل من المعلمين والطلاب، ربما لعدة أسباب ولكن خاصة لأن المدخلات والمخرجات مقيدة ويعرف الطرفان ما يمكن توقعه. وقد تم تطوير بعض الأساليب الهجينة، كما يتضح من كتاب اللغة اليابانية: اللغة المحكية (1987-1990)، والتي تستخدم التكرار والتدريبات على نطاق واسع ولكن تكمّلهم بتفسيرات قواعد اللغة المفصلة باللغة الإنجليزية.
حاول كل من بوتزكام وكالدويل إحياء ممارسة النمط التقليدي في شكل تدريبات ثنائية التواصل شبه ثنائية اللغة. بالنسبة لهم، فإن الأساس النظري والمبرر الكافي لمثاقب الأنماط هو المبدأ التوليدي، الذي يشير إلى القدرة البشرية على توليد عدد لا حصر له من الجمل من الكفاءة النحوية المحدودة.